# Ribeira da Garça
Ribeira da Garça é uma ribeira cabo-verdiana, na costa norte da ilha de Santo Antão.

## Geografia
A ribeira tem início nos relevos abruptos do Lombo Gudo, próximo do Gudo de Cavaleiro (1810 m) e corre de sul para norte, desaguando no Oceano Atlântico a oeste da aldeia de Cruzinha da Garça.
O vale da ribeira é extremamente encaixado, distinguindo-se das ribeiras situadas mais a leste (ribeiras Grande, da Torre ou do Paul) pela existência de um verdadeiro canhão de paredes subverticais ao longo dos últimos 7 quilómetros. O canhão foi formado pelo entalhe recente do enchimento aluvionar, podendo atingir profundidades de muitas dezenas de metros.
Os terraços aluvionares (designados fajãs ou chãs) e as encostas trabalhadas em socalcos são aproveitadas para a agricultura por meio de um sistema de levadas para a irrigação. Cultiva-se a cana-de-açúcar, a banana, a mandioca, o inhame, etc.
O vale pode ser percorrido em toda a extensão graças a uma rede de caminhos pedonais e de estradas secundárias.

## Canto de Cagarra
O novo barragem nomeado-se Canto de Cagarra este localizado-se na central de ribeira, inaugurado na 16 de novembro de 2014 e o único barragem da ilha e ilhas de Barlavento. Na 1 de setembro de 2015, o chuvas de Furacão Fred fazem transbordar de barragen.

## Povoações
Na bacia hidrográfica da ribeira da Garça ficam situadas as seguintes povoações:
- Chã da Igreja
- Horta da Garça
- Manta Velha
- Fundo

## Galeria de imagens

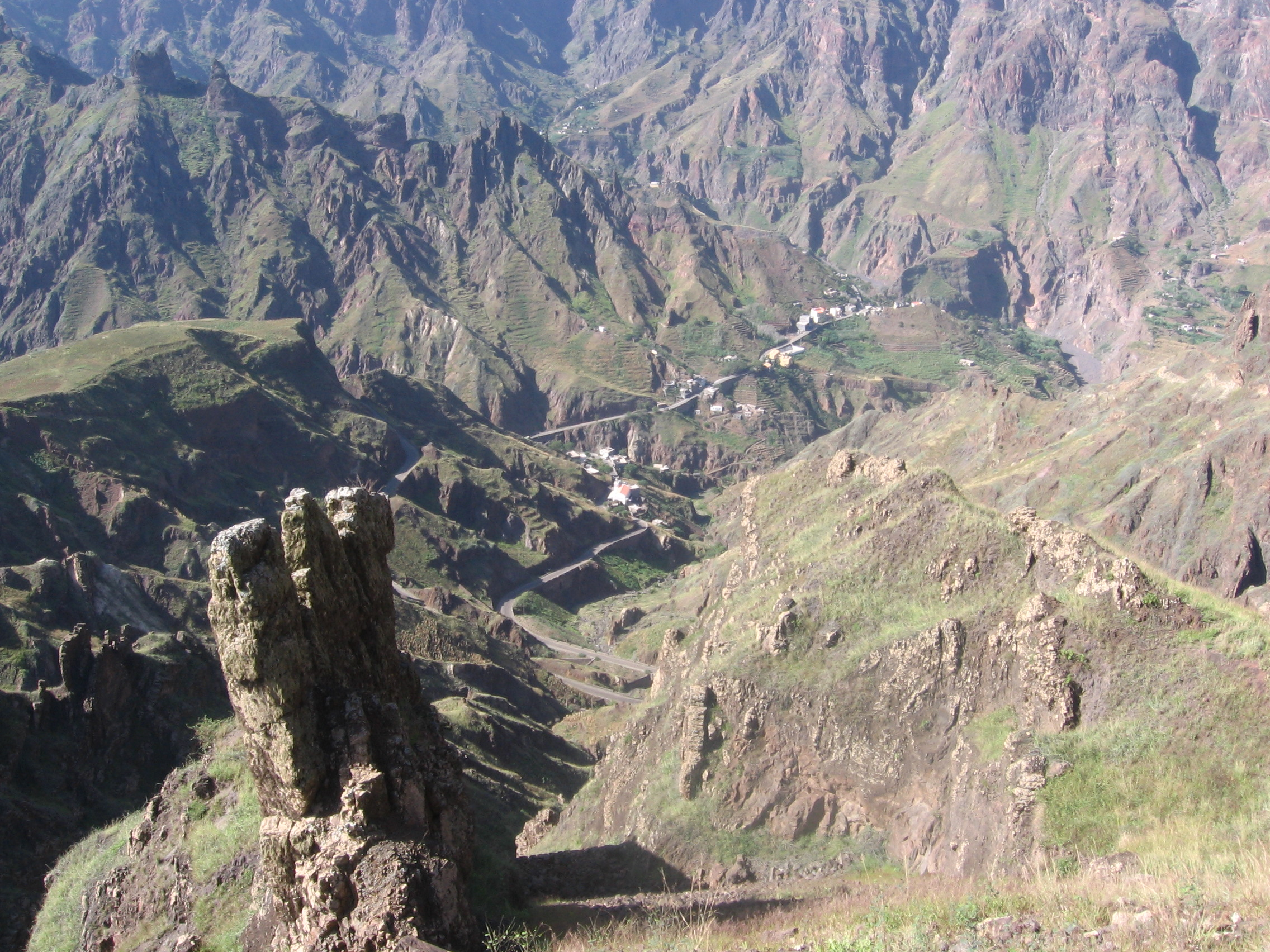
Vista da cabeceira do vale da ribeira da Garça desde um miradouro na cabeceira da ribeira Grande.
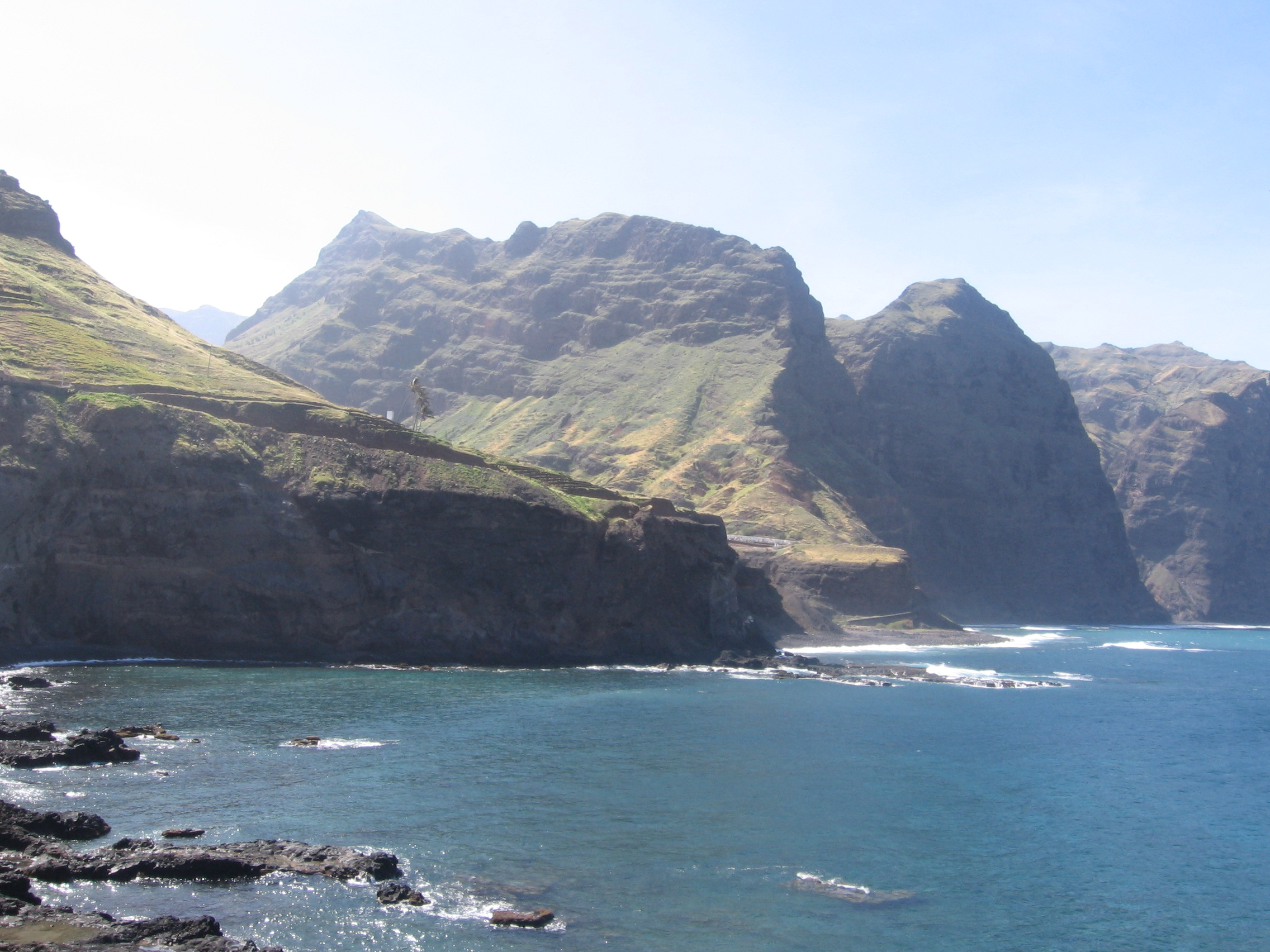
Foz da ribeira da Garça. Distingue-se o terraço aluvionar, 40 metros acima do nível do mar.